# Curt Wallin
Curt Nore Wallin, född den 25 maj 1908 i Osby församling, Kristianstads län, död den 21 augusti 1992 i Ullstorps församling var en svensk präst och kulturhistorisk författare. Wallin publicerade åtskilliga monografier och publicerade även artiklar i tidskrifter och årsböcker. Han invaldes som korresponderande ledamot av Gustav Adolfs Akademien 1958. Wallin blev ledamot av Vasaorden 1955. Han intresserade sig särskilt för medeltiden och hans mest omfattande verk var utgivningen av Tommarps urkundsbok men han skrev också betydande verk om medeltida präster, heliga Birgitta, och Jens Holgersen Ulfstand. Han vilar på Östra Tommarps gamla kyrkogård.

## Yrkeskarriär
Wallin avlade studentexamen i Eslöv 1927, teologisk-filosofisk examen vid Lunds universitet 1929 samt teologie kandidatexamen och praktiskt teologiskt prov där 1931. Han prästvigdes för Lunds stift 1931. Wallin blev pastorsadjunkt i Östra Sallerups och Långaröds församlingar samma år, i Stiby och Östra Vemmerlövs församlingar 1932, vice pastor där 1935, kyrkoadjunkt i Mörrums och Elleholms församlingar 1936 samt komminister i Vallby församling av Östra Hoby pastorat 1937. Han var kyrkoherde i Gladsax och Östra Tommarps församlingar 1945–1961 och i Tomelilla, Tryde, Ramsåsa, Ullstorps och Benestads församlingars pastorat från 1962 till sin pensionering.

## Hembygdsarbete och kulturhistoriskt författarskap
Curt Wallin var en drivande kraften bakom mycket av det som skedde i Tommarp och bygden häromkring. Bland annat var han med och grundade Hembygdskretsen Tumathorp 1947, Knutsgillet 1949 samt initierade klosterutgrävningen i Thumsatorp1955.
1943 publicerade Wallin Rige Holger" till Glimminge och Demmestrup : en herreman från 1600-talets Skåneland i serien småskrifter nr 2 av Föreningen för Fornminnes- och Hembygdsvård i Sydöstra Skåne. Skriften var på 27 sidor och den skulle senare byggas ut till en omfattande monografi om Jens Holgersen Ulfstand 1979. Samma år publicerade han Borrby kyrka : äldre beskrivningar / utg. och kommenterade av Curt Wallin och Gustaf Åberg. också i serien småskrifter / Föreningen för fornminnes- och hembygdsvård i sydöstra Skåne, nr 4. Dessa båda verk vittnar om att han var verksam i föreningen för fornminnes- och hembygdsvård i sydöstra Skåne tillsammans med Gustaf Åberg var de båda den drivande kraften i denna förenings tidiga år.
1947 skrev han uppsatsen Vad vårdarna vittna s. 753-782 i boken Lunds stift i ord och bild. Dessa 30 sidor skulle han1951 bygga ut till en stor monografi över Gravskick och gravtraditioner i sydöstra Skåne ett stort verk som behandlar ämnet från förhistorisk till modern tid en bred behandling av ämnet behandlande offerkast, galgbackar, pest och kolerakyrkogårdar med mera. Boken har 350 sidor och är mycket väldokumenterad med 56 sidor noter, bildregister, ortsregister.  Från bokens början till sidan 72 behandlas förhistorisk tid och det är ett betydande verk i beskrivningen av sydöstra Skånes förhistoria fram till 1951 det mest omfattande som skrivits. Året efter kommer boken Österlen i blickpunkten på 140 sidor. Det var samma år som en lantbruksutställning hölls i Smedstorp med rubriken Österlen i blickpunkten. 1954 kommer Wallins studie över Ide Pedersdotter Falk till Gladsax och nu har en han utvecklat sin stil att skriva personhistoria grundat på omfattande arkivaliskt material i medeltida diplomhandlingar. Boken om Ide Pedersdotter Falk finns digitaliserad se bibliografin nedan.
1955 börjar han publicera sitt huvudverk Tommarps urkundsbok och detta verk håller han sysselsatt resten av livet. Det innebär inte att han slutar skriva andra saker men det förblir huvudpublikationen.